# Caroline Freeman
Pour les articles homonymes, voir Freeman.
Caroline Freeman, née dans les années 1850 près d'Halifax (Yorkshire de l'Ouest) et morte le 16 août 1914 à Christchurch, est une enseignante, directrice et propriétaire d'école néo-zélandaise.
Elle est la première femme diplômée de l'université d'Otago.

## Biographie

### Jeunesse
Freeman naît près d'Halifax, dans le Yorkshire de l'Ouest, en Angleterre. Plusieurs sources donnent différentes dates de naissance, le 13 août 1852 ou vers 1855 ou 1856, la date exacte restant inconnue,. Elle arrive à Otago, en Nouvelle-Zélande avec ses parents, William et Anne Freeman, ainsi que cinq frères et sœurs, à bord du Nourmabal en 1858, survivant à la rougeole pendant le voyage,,.
Les Freeman s'installent comme fermiers à Abbotsford, près de Green Island, dans la banlieue de Dunedin, dans une ferme nommée « Abbots Royd ». Freeman, qui suit les cours de la petite école de Green Island, qui compte une seule pièce, y devient dux au cours de sa dernière année.

### Études
Freeman est élève-enseignante à l'école de Green Island School pendant quatre ans. Son directeur et mentor, AG Allen, écrit à son sujet : « Caroline Freeman promet de devenir une très bonne élève-enseignante »
Bien que Freeman n'ait suivi aucune éducation secondaire, elle quitte l'école de Green Island pour occuper le poste d'institutrice principale dans une grande école ouvrière de Caversham, toujours dans la banlieue de Dunedin. Avec le soutien de son directeur, William Milne, elle entreprend des études afin de pouvoir s'inscrire à l'université. Elle étudie tout en travaillant à Caversham et, fin 1877, elle accède à l'université d'Otago. Elle est la première femme à y parvenir. Elle réussit la première partie de son Bachelor of Arts en 1881 et la deuxième en 1885. Elle étudie les lettres classiques, l'anglais et le latin et bien qu'elle échoue dans plusieurs matières au cours de ses études, notamment l'histoire et l'économie politique, elle remporte le prestigieux prix Bowen de l'essai, ouvert à tous les étudiants de premier cycle néo-zélandais. Son essai, qui lui offre la victoire, porte sur le sujet « The Norman Conquest: its effect on the subsequent development of English institutions » (« La conquête normande : son effet sur le développement ultérieur des institutions anglaises »).
Les études de Freeman sont toujours à temps partiel et sont difficiles. Elle doit marcher onze kilomètres de son domicile à Green Island jusqu'à l'université et cela a des conséquences néfastes sur sa santé. Elle finit donc par emménager dans une chambre louée en ville,. Au début de l'année 1882, elle est nommée première assistante au Otago Girls' High School. Le poste fait l'objet d'une nouvelle offre d'emploi en décembre, le conseil d'administration souhaitant probablement une personne plus âgée et plus expérimentée pour l'occuper. En colère, Freeman démissionne de l'école.
Freeman est la première femme diplômée d'Otago le 27 août 1885, obtenant un Bachelor of Arts après sept années d'études. Elle obtient son diplôme non pas par la voie habituelle, qui consiste à terminer ses années d'école secondaire puis étudier à temps plein à l'université avec le soutien financier d'une famille, mais à la suite d'études à temps partiel, seule, sans soutien familial. La cérémonie de remise des diplômes est une grande célébration de sa réussite ; le public applaudit, chante et lance des bouquets sur scène,.

### Carrière professionnelle
En 1886, à Dunedin, Freeman ouvre sa propre école, le Girton College. Le nom de son école est inspiré du Girton College de l'université de Cambridge, un établissement d'enseignement pour femmes. Elle commence avec quatre élèves dans une salle désaffectée mais déménage ensuite dans de meilleurs locaux où elle enseigne à 60 élèves et possède un internat.
En 1897, Freeman ouvre un deuxième Girton College à Latimer Square, dans la banlieue de Christchurch, accueillant lui aussi 60 élèves. L'école de Christchurch est un grand bâtiment doté d'une estrade, avec des moulages importés pour servir de modèles lors des cours de dessin, une bibliothèque contenant 2 000 ouvrages et des modèles anatomiques du corps humain. Les établissements sont populaires auprès des parents. Ils donnent des conseils moraux et constituent de bonnes écoles de fin d’études. Ils préparent également certains élèves à des études supérieures pour devenir enseignants dans le secondaire.
Freeman est engagée au sein de la communauté intellectuelle de la région. En 1899, la Gore Young Men's Temperance Society organise une série de conférences au cours de laquelle Freeman présente la sienne : « The Cry of the Children ».
Vers la fin de sa vie, Freeman est soignée chez elle par une femme du nom d'Hélène Cross. Fait rare pour l'époque, elle ne s'est jamais mariée. Freeman meurt d'une crise cardiaque le 16 août 1914 à son domicile de Christchurch.
Sur sa pierre tombale, au cimetière de Linwood, à Christchurch, Freeman est décrite comme « l'enseignante et la guide bien-aimée de nombreuses filles néo-zélandaises ». La succession de Freeman est évaluée à moins de 1 700 livres ; Hélène Cross en hérite.

## Héritage
L'actuel Columba College (en) abrite un théâtre baptisé en l'honneur de Freeman, le Caroline Freeman Theatre.
En 2009, l'arrière-arrière-petite-nièce de Freeman, Claire Steel, est elle aussi diplômée de l'université d'Otago.
En 2017, le college résidentiel de l'université d'Otago, initialement appelé City College, est rebaptisé Caroline Freeman College en son honneur. Elle est sélectionnée parmi les « 150 femmes en 150 mots » de la Société royale de Nouvelle-Zélande, initiative mettant à l'honneur des femmes néo-zélandaises qui ont marqué leurs domaines respectifs,.